# Granada (Antioquia)

Bandeira de Granada.

Localização de Granada, no departamento de Antioquia.

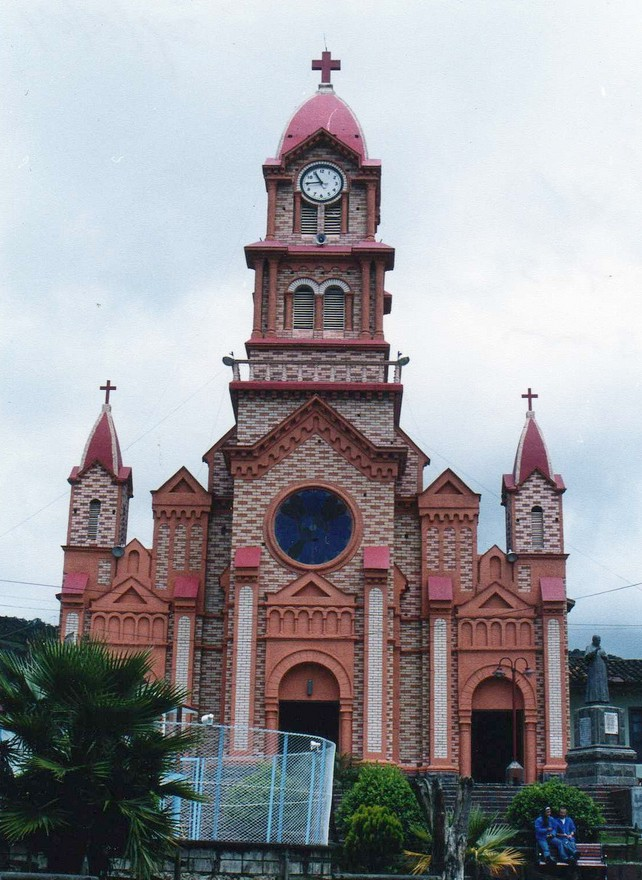
Paróquia do município.

Granada é uma cidade e município da Colômbia, no departamento de Antioquia. Está localizada na Cordilheira Central dos Andes e apresenta altitudes que variam entre 900 e 2500 metros acima do nível do mar.